# Karl von Schönhals
Karl von Schönhals (Braunfels, 1788. november 15. – Graz, 1857. február 16.) osztrák tábornok és katonai szakíró.

## Pályafutása
1807-ben lépett az osztrák hadseregbe, részt vett az 1809-es és 1813-as francia hadjáratokban és Aspernnél és Drezdában megsebesült. 1815-ben Murat ellen küldték. 1830-ban Frimont szárnysegéde lett Milánóban. Tábornoki rangra emelkedve az 1848-49-es olasz hadjáratokban Radetzky mellett, akinek jobbkeze volt, a legnagyobb érdemeket szerzett Velence és Lombardia megtartása körül. 1851-ben nyugalomba lépett. Tőle származik a névtelenül megjelent, igen ismert munka: Erinnerungen eines österresichischen Veteranen aus dem italienischen Kriege in den Jahren 1848 und 1849 (Stuttgart, 1852, 2 kötet, 7. kiad. 1853). Egyéb munkái: Biographie des Feldzeugmeisters J. Freih. von Haynau (3 kiad. Graz, 1853); Der Krieg 1805 in Deutschland (Bécs, 1874).